# Allan Bell

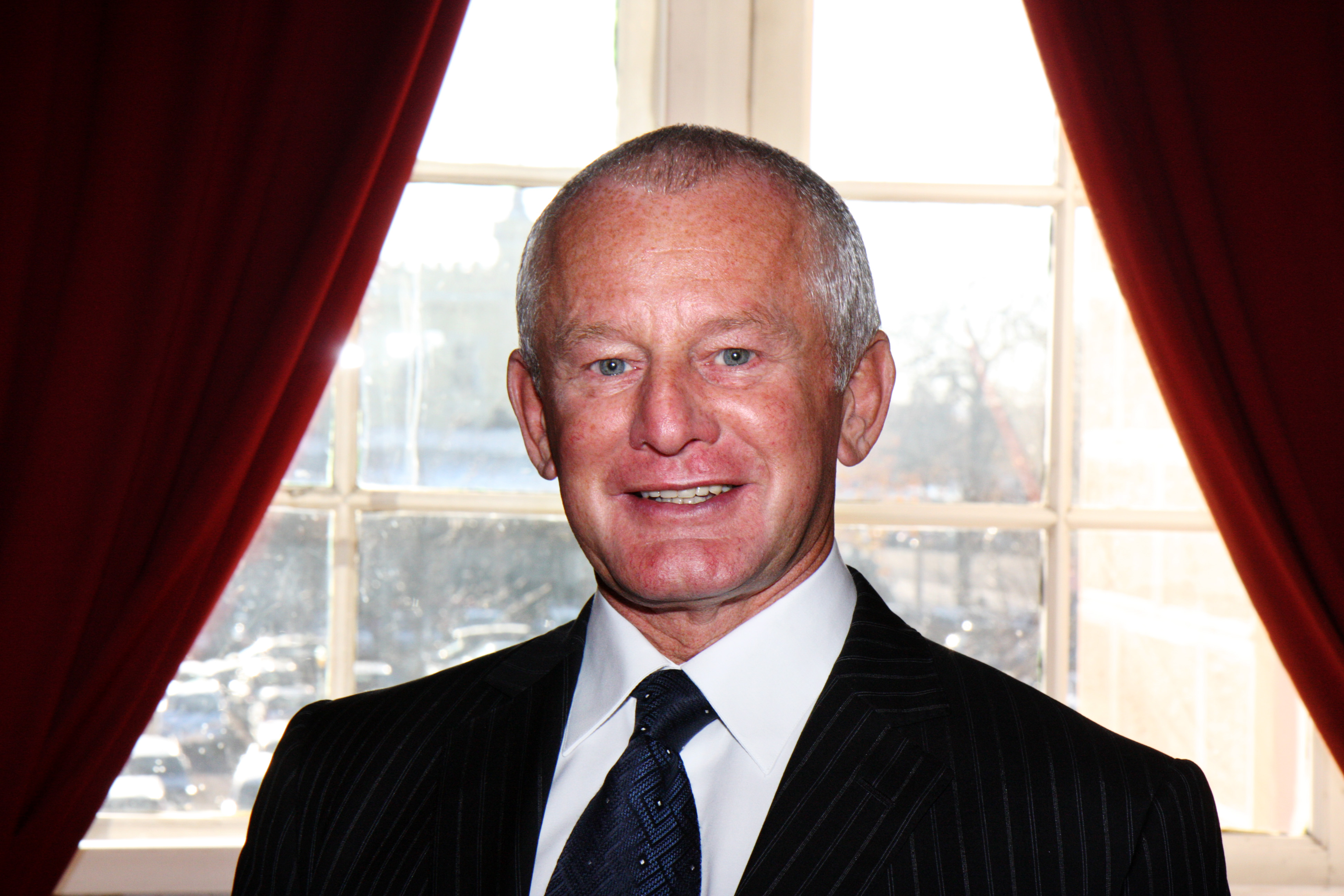
Allan Bell, 2007

Allan Robert Bell (* 20. Juni 1947 auf der Isle of Man) ist ein britischer Politiker und von 1984 bis 2016 Mitglied des House of Keys. Von 2011 bis 2016 war er Chief Minister der Isle of Man.

## Leben
Allan Bell wurde auf der Isle of Man geboren und besuchte die Ramsay Grammar School. Vor seiner politischen Karriere war er im Bankwesen, Buchhaltung und Einzelhandel tätig. Seit über 21 Jahren lebt Bell mit seinem Lebenspartner zusammen.
Bell kandidierte 1976 vergeblich für einen Sitz im House of Keys, dem Unterhaus des Parlaments der Isle of Man. Von 1984, als er in einer Nachwahl erstmals  gewählt wurde, bis 2016 war er einer der beiden gewählten Vertreter von Ramsey im House of Keys.
Von 1986 bis 2016 war er Mitglied der Regierung. Er hatte folgende Kabinettsposten inne: 1986–1990 Minister für Tourismus und Transport, 1990–1994 Minister für Tourismus, Freizeit und Transport, 1991–1996 Industrieminister, 1996–2001 Innenminister, 2001–2010 Finanzminister und schließlich 2010–2011 Minister für wirtschaftliche Entwicklung.
Nach dem Rücktritt von Chief Minister Tony Brown wurde Bell am 11. Oktober 2011 zu dessen Nachfolger gewählt. Bell erhielt 27 Stimmen, sein Gegenkandidat Peter Karran, der Vorsitzende der Liberal Vannin Party, erhielt drei Stimmen.